# Damligan 2005/2006
Damligan 2005/2006 i basket. Serien innehöll 12 lag och 22 omgångar. Lag 1-8 vidare till SM-slutspel, där Solna Vikings blev svenska mästarinnor.

## Grundserien
| Plats | Lag                      | Spelade | Vinster | Förluster | +/-       | Poäng |
| ----- | ------------------------ | ------- | ------- | --------- | --------- | ----- |
| 1     | Solna Vikings            | 22      | 20      | 2         | 1795-1366 | 40    |
| 2     | Telge Energi             | 22      | 18      | 4         | 1693-1450 | 36    |
| 3     | Luleå BBK                | 22      | 15      | 7         | 1771-1385 | 30    |
| 4     | Visby Ladies Basket Club | 22      | 15      | 7         | 1593-1431 | 30    |
| 5     | Sundsvall Dambasket      | 22      | 15      | 7         | 1735-1657 | 30    |
| 6     | Brahe Basket             | 22      | 13      | 9         | 1727-1663 | 26    |
| 7     | Norrköping Dolphins      | 22      | 13      | 9         | 1496-1462 | 26    |
| 8     | Jämtland Basket          | 22      | 8       | 14        | 1621-1712 | 16    |
| 9     | Eskilstuna Basket        | 22      | 5       | 17        | 1448-1681 | 10    |
| 10    | Umeå Comets              | 22      | 4       | 18        | 1450-1752 | 8     |
| 11    | 08 Stockholm             | 22      | 4       | 18        | 1465-1739 | 8     |
| 12    | Växjö Queens             | 22      | 2       | 20        | 1386-1882 | 4     |

## SM-slutspelet 2006

### Kvartsfinaler
- 15 mars 2006: Solna Vikings-Jämtland Basket 97-69
- 17 mars 2006: Jämtland Basket-Solna Vikings 68-94
- 20 mars 2006: Solna Vikings-Jämtland Basket 83-54 (Solna Vikings vidare med 3-0 i matcher)

- 15 mars 2006: Visby Ladies Basket Club- Sundsvall Saints 80-74
- 17 mars 2006: Sundsvall Saints-Visby Ladies Basket Club 84-70
- 20 mars 2006: Visby Ladies Basket Club-Sundsvall Saints 82-81
- 24 mars 2006: Sundsvall Saints-Visby Ladies Basket Club 75-54
- 26 mars 2006: Visby Ladies Basket Club-Sundsvall Saints 82-71 (Visby Ladies Basket Club vidare med 3-2 i matcher)

- 15 mars 2006: Telge Energi-Norrköping Dolphins 65-68
- 18 mars 2006: Norrköping Dolphins-Telge Energi sammanlagt efter förlängning 61-59
- 20 mars 2006: Telge Energi-Norrköping Dolphins 81-69
- 22 mars 2006: Norrköping Dolphins-Telge Energi 57-60
- 25 mars 2006: Telge Energi-Norrköping Dolphins 68-53 (Luleå Basket vidare med 3-0 i matcher)

- 16 mars 2006: Luleå Basket-Brahe Basket 103-75
- 18 mars 2006: Brahe Basket-Luleå Basket 61-79
- 20 mars 2006: Luleå Basket-Brahe Basket 87-77 (Luleå Basket vidare med 3-0 i matcher)

### Semifinaler
- 29 mars 2006: Telge Energi-Luleå Basket 66-74
- 31 mars 2006: Luleå Basket-Telge Energi 71-57
- 3 april 2006: Telge Energi-Luleå Basket 85-82
- 5 april 2006: Luleå Basket-Telge Energi 90-59 (Luleå Basket vidare med 3-1 i matcher)

- 29 mars 2006: Solna Vikings-Visby Ladies 84-63
- 1 april 2006: Visby Ladies-Solna Vikings 73-66
- 3 april 2006: Solna Vikings-Visby Ladies 74-55
- 5 april 2006: Visby Ladies-Solna Vikings 76-83 (Solna Vikings vidare med 3-1 i matcher)

### Finaler
- 12 april 2006: Solna Vikings-Luleå Basket 92-85
- 14 april 2006: Luleå Basket-Solna Vikings 76-85
- 19 april 2006: Solna Vikings-Luleå Basket 84-87
- 20 april 2006: Luleå Basket-Solna Vikings 56-73 (Solna Vikings svenska mästarinnor med 3-1 i matcher)